# Vernonia staehelinoides
Vernonia staehelinoides là một loài thực vật có hoa trong họ Cúc. Loài này được Harv. miêu tả khoa học đầu tiên.